# Fricis Dambrēvics
Fricis Dambrēvics (16 gennaio 1904 – 15 marzo 1962) è stato un calciatore lettone, di ruolo attaccante.

## Carriera

### Club
Nel periodo in cui militava in nazionale ha giocatore per l'Olimpija Liepaja, squadra con cui vinse tre campionati lettoni.

### Nazionale
Ha esordito in nazionale nell'amichevole contro la Lituania disputata il 21 agosto 1926. La sua prima rete per la Lettonia risale all'amichevole contro la Finlandia disputata il 4 agosto 1930.
Ha totalizzato in tutto 8 presenze, mettendo a segno 2 reti, contribuendo alla vittoria di una Coppa del Baltico.

## Statistiche

### Cronologia presenze e reti in nazionale
| Cronologia completa delle presenze e delle reti in nazionale ― Lettonia | Cronologia completa delle presenze e delle reti in nazionale ― Lettonia | Cronologia completa delle presenze e delle reti in nazionale ― Lettonia | Cronologia completa delle presenze e delle reti in nazionale ― Lettonia | Cronologia completa delle presenze e delle reti in nazionale ― Lettonia | Cronologia completa delle presenze e delle reti in nazionale ― Lettonia | Cronologia completa delle presenze e delle reti in nazionale ― Lettonia | Cronologia completa delle presenze e delle reti in nazionale ― Lettonia |
| Data                                                                    | Città                                                                   | In casa                                                                 | Risultato                                                               | Ospiti                                                                  | Competizione                                                            | Reti                                                                    | Note                                                                    |
| ----------------------------------------------------------------------- | ----------------------------------------------------------------------- | ----------------------------------------------------------------------- | ----------------------------------------------------------------------- | ----------------------------------------------------------------------- | ----------------------------------------------------------------------- | ----------------------------------------------------------------------- | ----------------------------------------------------------------------- |
| 21-8-1926                                                               | Kaunas                                                                  | Lituania                                                                | 2 – 3                                                                   | Lettonia                                                                | Amichevole                                                              | -                                                                       | 46’                                                                     |
| 27-7-1928                                                               | Tallinn                                                                 | Estonia                                                                 | 0 – 1                                                                   | Lettonia                                                                | Coppa del Baltico 1928                                                  | -                                                                       |                                                                         |
| 1-9-1928                                                                | Kaunas                                                                  | Lituania                                                                | 1 – 1                                                                   | Lettonia                                                                | Amichevole                                                              | -                                                                       |                                                                         |
| 22-7-1930                                                               | Riga                                                                    | Lettonia                                                                | 0 – 5                                                                   | Svezia                                                                  | Amichevole                                                              | -                                                                       |                                                                         |
| 4-8-1930                                                                | Riga                                                                    | Lettonia                                                                | 3 – 0                                                                   | Finlandia                                                               | Amichevole                                                              | 1                                                                       |                                                                         |
| 16-8-1930                                                               | Kaunas                                                                  | Lettonia                                                                | 3 – 2                                                                   | Estonia                                                                 | Coppa del Baltico 1930                                                  | 1                                                                       |                                                                         |
| 17-8-1930                                                               | Kaunas                                                                  | Lituania                                                                | 3 – 3                                                                   | Lettonia                                                                | Coppa del Baltico 1930                                                  | -                                                                       |                                                                         |
| 26-10-1930                                                              | Varsavia                                                                | Polonia                                                                 | 6 – 0                                                                   | Lettonia                                                                | Amichevole                                                              | -                                                                       |                                                                         |
| Totale                                                                  |                                                                         | Presenze                                                                | 8                                                                       |                                                                         | Reti                                                                    | 2                                                                       |                                                                         |

## Palmarès

### Club

#### Competizioni nazionali
- Campionato lettone: 3

Olimpija Liepaja: 1927, 1928, 1929

### Nazionale
- Coppa del Baltico: 1

1928